# Trittico di Sant'Andrea
Il trittico di Sant'Andrea è una serie composta di tre dipinti realizzati da Alessandro Varotari detto il Padovanino nel 1631 per l'antica chiesa di Sant'Andrea a Bergamo.

## Storia
Il trittico composto da tre tele di grandi dimensioni, raffiguranti il martirio di sant'Andrea nella parte centrale con la crocifissione, e le due tele laterali con la raffigurazione del coro degli angeli festanti a sinistra e a destra gli angeli musicanti. Le tele originariamente erano collocate sul soffitto dell'aula dell'antica chiesa di via Porta Dipinta, che si presentava con l'orientamento tradizionale est-ovest, e che erano ammirate dai fedeli dal basso.
Nel 1840 dell'edificio di culto, con l'occupazione napoleonica che aveva soppresso la vicina chiesa di San Michele al Pozzo Bianco, e il conseguente aumento dei fedeli, nonché di opere d'arte, necessitò di ampliamento e ammodernamento secondo il progetto di Ferdinando Crivelli. Il nuovo progetto aveva modificato l'asse di orientamento dell'aula da est-ovest verso sud-nord, e la realizzazione della nuova volta, con la formazione dell'ampia cupola, e la conseguente rimozione dei dipinti del Padovanino che furono collocati prima nella canonica, per poi essere smembrati e esposti nel locale della sacrestia dove giacevano in uno stato di grave deterioramento. L'interessamento di don Giovanni Gusmini e del dottore Angelo Piazzoli  ha permesso il loro restauro riportando le tre tele agli originali brillanti colori.
La presenza dell'artista in terra bergamasca è documentata nel 1631 nella realizzazione della tela a soggetto mitologico Morte di Procri conservata in collezione privata.
I tre dipinti sono stati oggetto di un accurato restauro nel XXI secolo a opera della Fondazione Credito Bergamasco, nel programma Grandi Restauri. I dipinti sono conservati nel museo di storia e arte sacra.

## Descrizione
La tela centrale raffigura il martirio del santo. L'artista non lo presenta nella raffigurazione classica, con la croce a X com'è possibile vedere nel ciclo delle storie di sant'Andrea del Giovanni Battista Epis poste sull'abside della chiesa stessa, raffigurazione quella della croce a X che prese piede solo nel secolo successivo la realizzazione di questo lavoro.
Il dipinto centrale è ambientato nella città di Patrasso nel 60 d.C., luogo e anno in cui è avvenuto il martirio del santo, e come è possibile desumere dall'architettura classica. Nerone con il suo seguito è raffigurato in primo piano sul lato sinistro, con lo sguardo carico di odio e di soddisfazione nel vedere compiersi quanto da lui comandato. Sant'Andrea che è raffigurato sulla croce proprio nell'atto sacrificale, ma già, con lo sguardo, proiettato al cielo che si apre sopra di lui di un intenso azzurro, insegna la via ai fedeli del martirio come la vittoria della vita sulla morte. Uomini nudi sono raffigurati sulla parte superiore della tela collocati su una balaustra e nell'atto di issare con corde la croce, nudi che presentano assonanza con opere del Mantegna, artista che ben aveva studiato il Padovanino. In primo piano a sinistra vi è una madre con un bambino che tiene nella mano un cerchio, e qui il Varotari gioca con la raffigurazione delle tele. Il cerchio, infatti, è la raffigurazione dell'aureola che compare sulla parte alta; sant'Andrea, per l'artista, è già santo quando è ancora in vita. Mentre la raffigurazione volta all'alto riprende opere del Paolo Veronese presenti nella chiesa veneziana di San Sebastiano.
La tela a sinistra raffigura la gloria degli angeli, questi sembrano volteggiare nel cielo, tengono le palme simbolo del martirio e un angelo tiene un'aureola, richiamo del gioco del bambino posto nella tela centrale, come fosse il proseguire di un gioco, la scena presenta importanti assonanze con la festa degli amorini  di Tiziano, opere che il Padovanino aveva ben studiato in giovane età. A completare questa atmosfera festosa la tela a destra presenta angeli musicisti, atti a suonare con svariati strumenti.